# Szmilec bolgár cár
Szmilec bolgár cár 1292-től 1298-ig.
Szmilec Nogaj tatár kán kegyétől függött teljesen, akinek népe főhatalmat gyakorolot a bolgár állam felett. 1298-ban a cárt letették a trónról.